# Cnissostages mastictor
Cnissostages mastictor là một loài bướm đêm thuộc họ Arrhenophanidae. Nó được tìm thấy ở Costa Rica to Peru.
Chiều dài cánh trước là 18.5-27.5 mm đối với con đực and 28–23 mm đối với con cái.